# ولاية جيجل
ولاية جيجل هي ولاية ساحلية وإحدى ولايات الشرق الجزائري، أهم مدنها: جيجل، الطاهير والميلية.

## الجغرافيا

### الموقع
تقع ولاية جيجل شرق الجزائر وهي ولاية ساحلية يحدها من الشمال البحر الأبيض المتوسط، من الجنوب ولاية ميلة وولاية سطيف، من الشرق ولاية سكيكدة ومن الغرب ولاية بجاية.

### التضاريس
شريطها الساحلي يمتد على طول 120 كم من شاطئ وادي الزهور شرقا إلى الشاطئ الأحمر ببلدية زيامة منصورية غربا. سطح الولاية جبلي بنسبة 82 % يتخلله سهل بمحاذاة البحر سيما ببلديات الأمير عبد القادر، القنار وسيدي عبد العزيز. والباقي جبال وعرة ذات غطاء نباتي كثيف يتكون أساسا من أشجار البلوط والأرز.

من أهم جبال الولاية جبال سلمى، بني خطاب، تافرطاس، بوعفرون، تامنتوت، بوعزة، تمزقيدة وسدات، قاسراس والتي يزيد ارتفاع جميعها عن الألف متر. كما تشتهر ولاية جيجل بكورنيش يمتد على مسافة أكثر من 40 كم، به بعض المغارات الكلسية يطلق عليها اسم «الكهوف العجيبة».

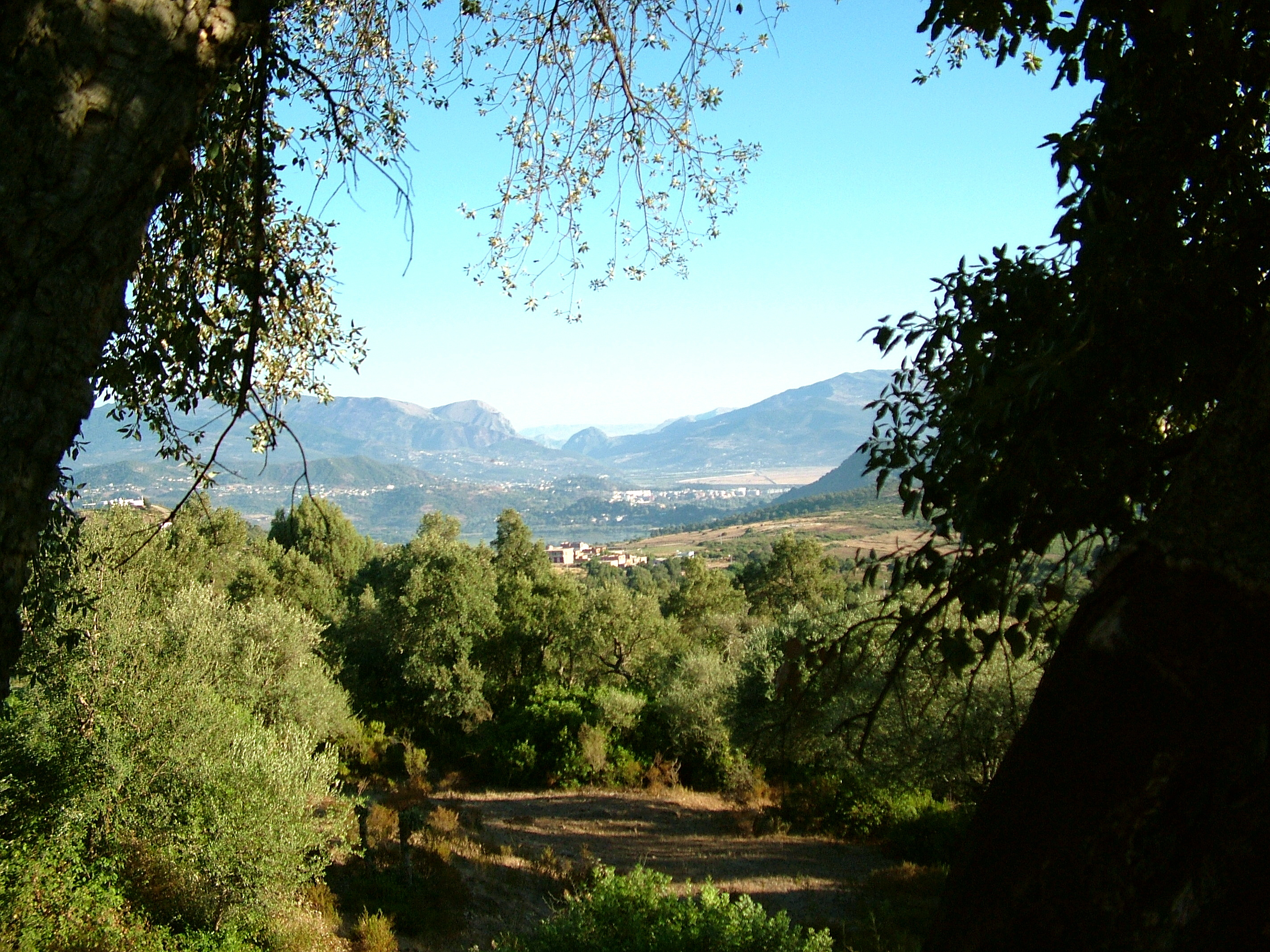
بلدية الميلية: منظر على الميلية.
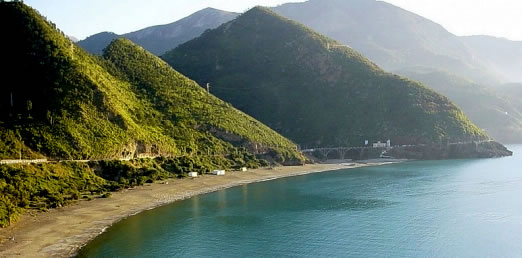
بلدية زيامة منصورية: الكورنيش.
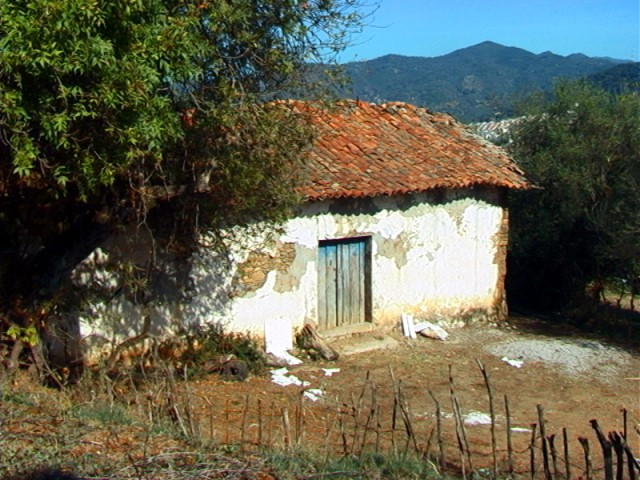
بلدية الجمعة بني حبيبي: أحد البيوت القديمة بأعالي الجمعة.
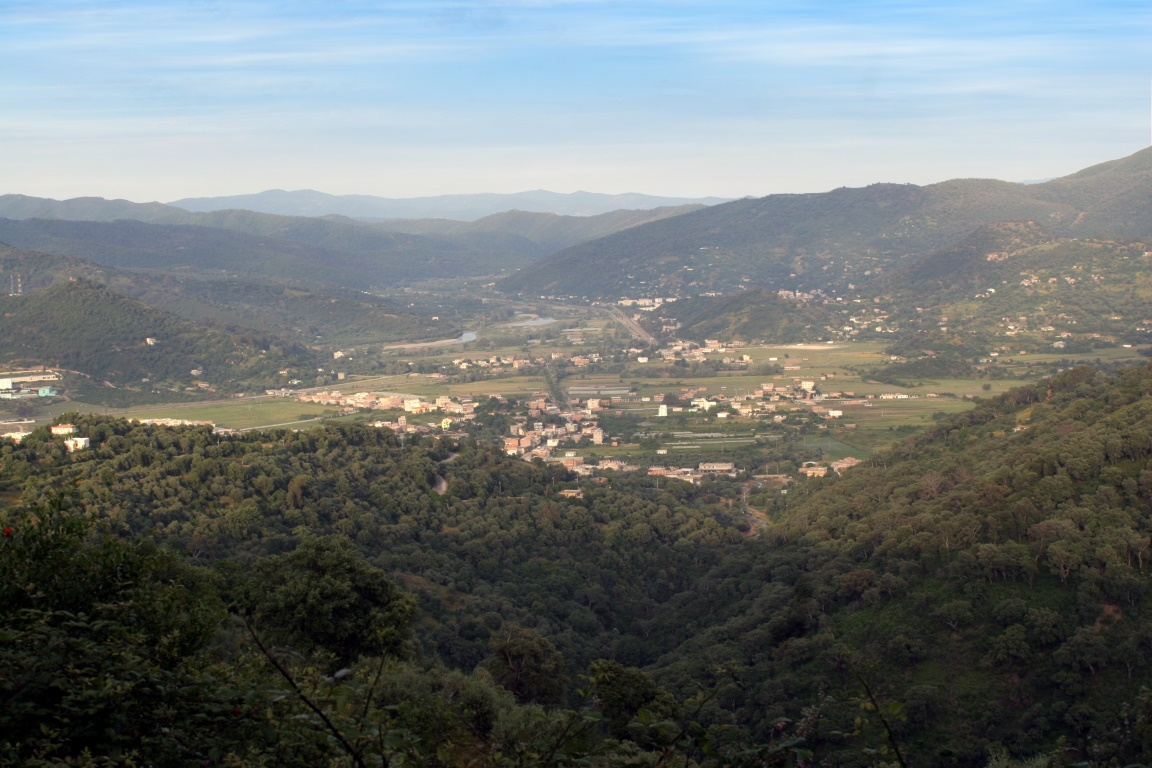
بلدية الجمعة بني حبيبي: منظر عام.

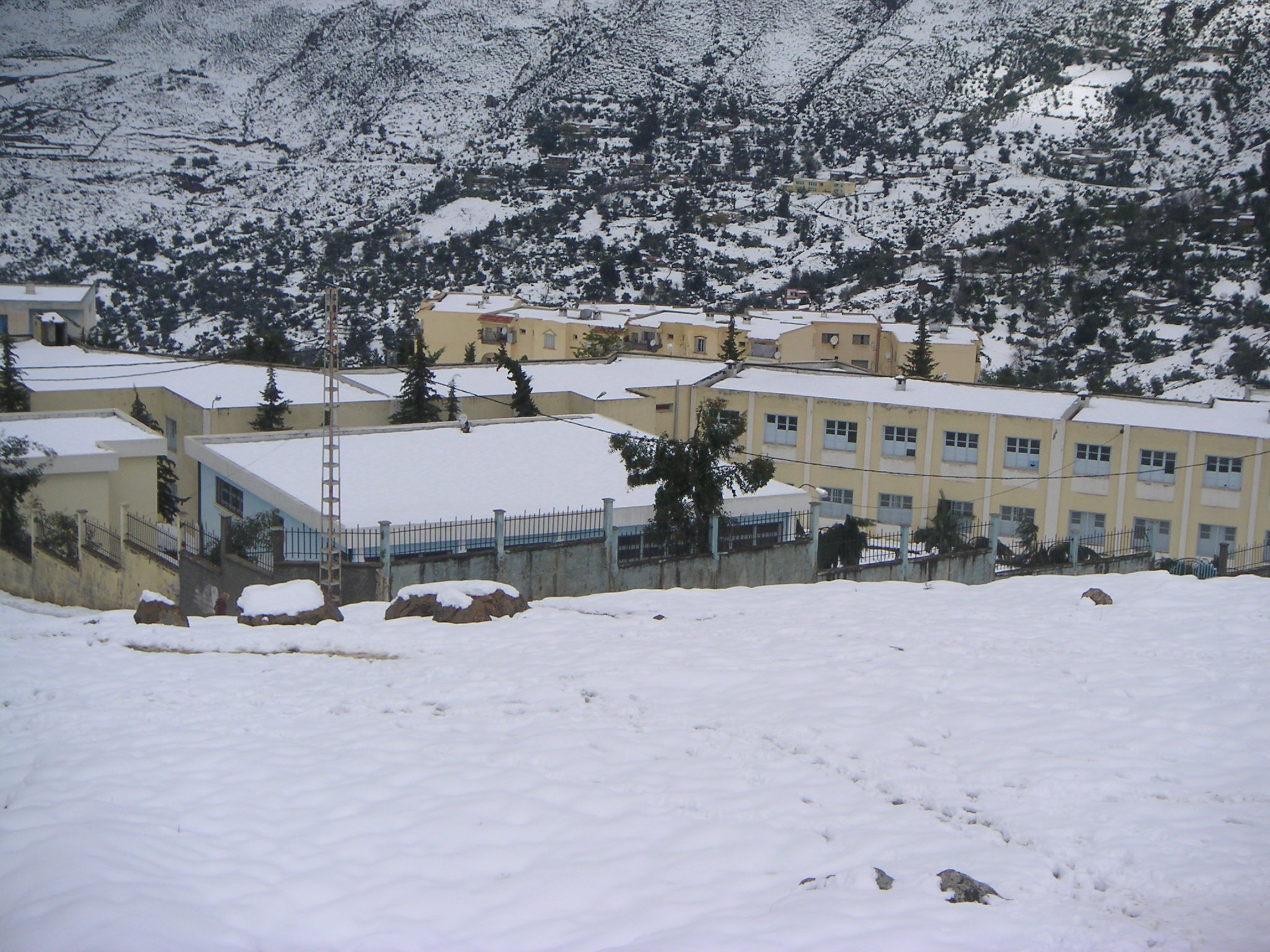
بلدية جيملة في فصل الشتاء.
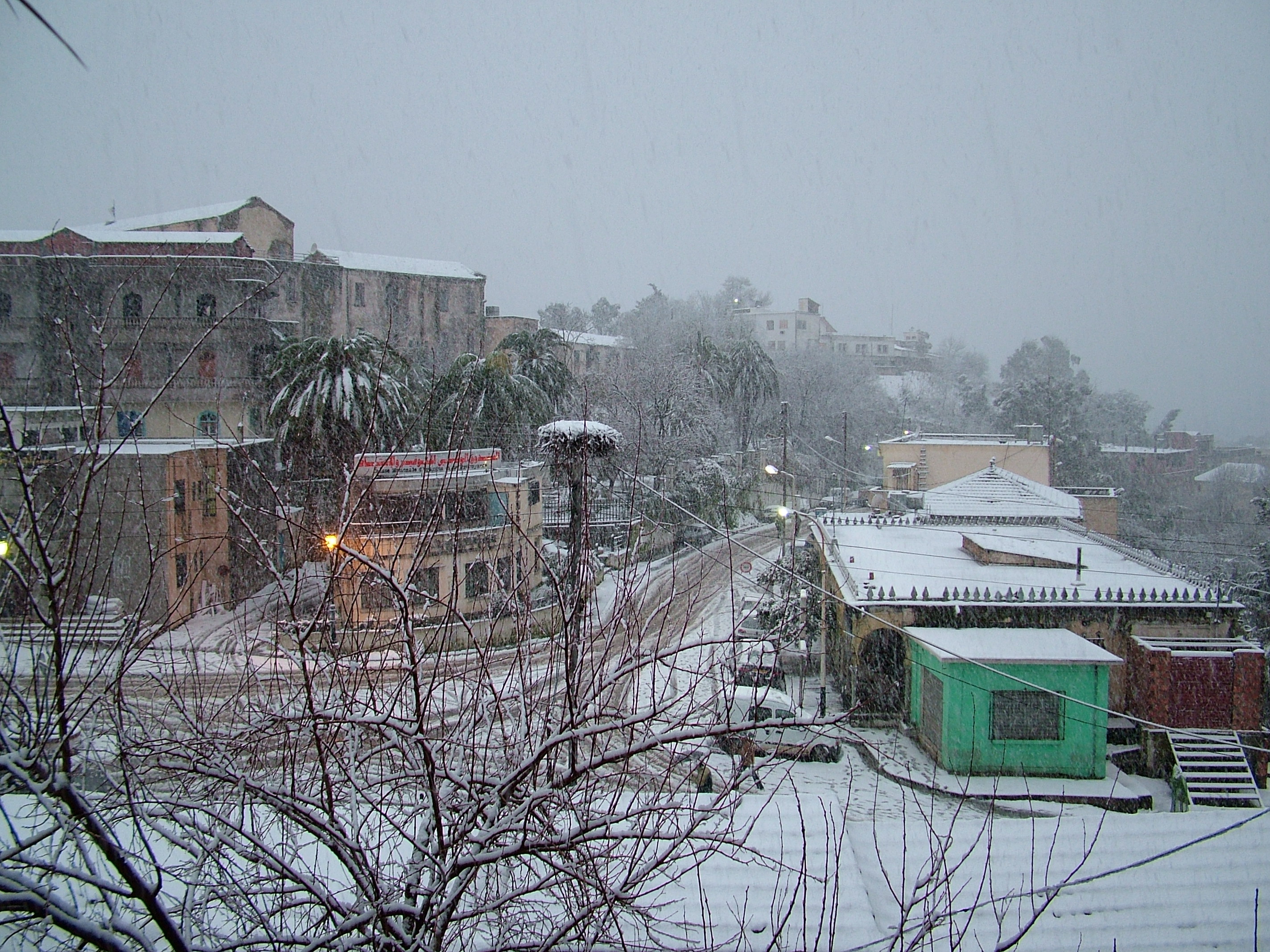
مركز بلدية الميلية تكسوها الثلوج.
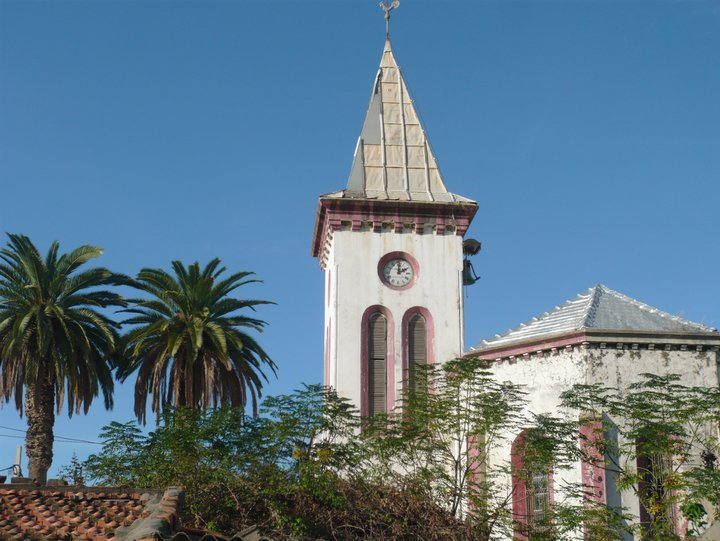
بلدية الطاهير: الكنيسة الفرنسية وسط المدينة.
بلدية الطاهير: وسط المدينة.

### المناخ
مناخ جيجل متوسطي معتدل رطب شتاء حار جاف صيفا.

## التاريخ

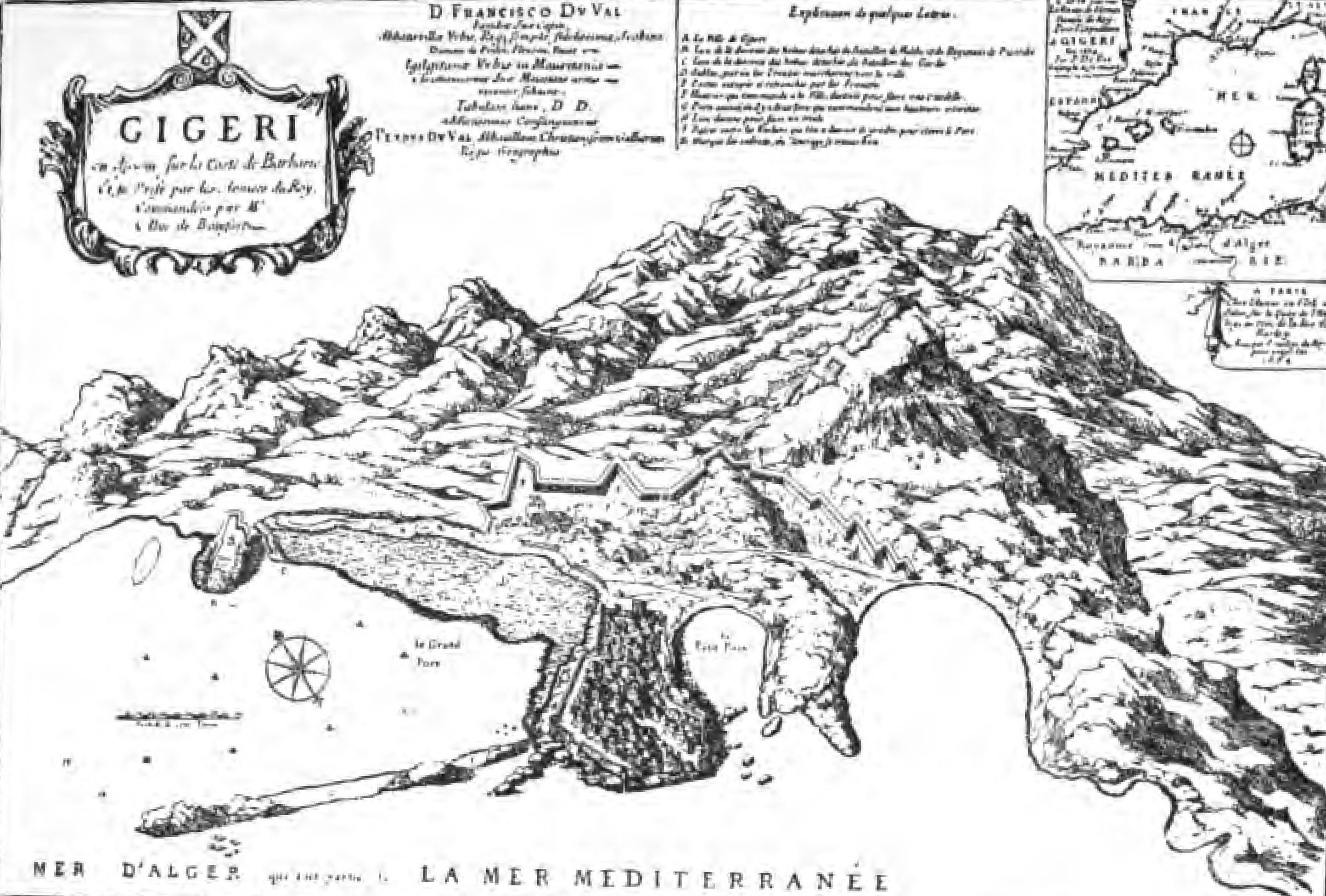
خارطة مدينة جيجل سنة 1664 بريشة المستشرق ستانلي لين بول.

تاريخها عريق، وأصل سكان ولاية جيجل يرجع نسبهم حسب ابن خلدون لقبيلة كتامة لكن هناك نسبة معتبرة هي من اصول اندلسية هاجرت الى جيجل بعد سقوط الاندلس و هو ما اثر بنسبة كبيرة في تغير لهجة سكان جيجل و تأثرها الكبير باللهجة التي كان يتكلم بها اهل غرناطة، و تعتبرجيجل من أقدم المدن الجزائرية. يرجع تأسيسها إلى عهد الفنيقيين الذين حلوا بها وشيدوا المدينة.

وجود جيجل في مكان استراتيجي على البحر المتوسط جعلها مطمعا لعدة غزات (الرومان، الوندال، البزنطيين والجنويين).

### الآثار
من بين الآثار «منطقة الرابطة» ببلدية جيجل، ميناء «شوبا مونيسيبيوم» (chuba municipium) ببلدية زيامة منصورية ومنطقة «راس الزان» ببلدية جيملة والتي تحتوي على آثار رومانية متمثلة في حمامات منحوتة على الحجر بالإضافة إلى حجارة مرصوصة. وقد عثر في المنطقة على قطع معدنية لعملة رومانية، ولا تزال تحتاج المنطقة إلى بحوث أثرية واستكشافات طوبوغرافية عديدة.

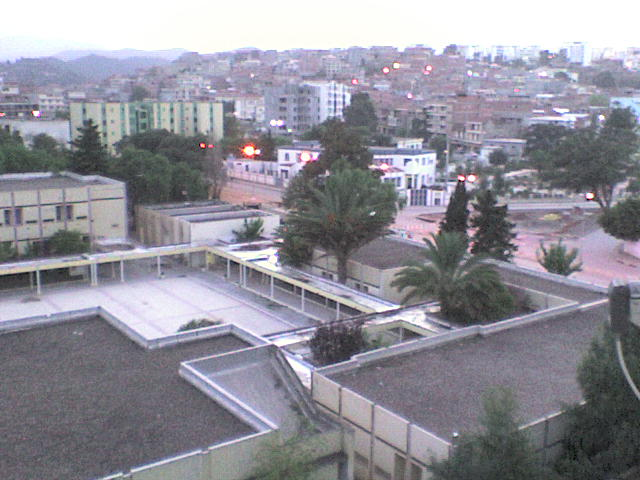
حي موسى ببلدية جيجل.
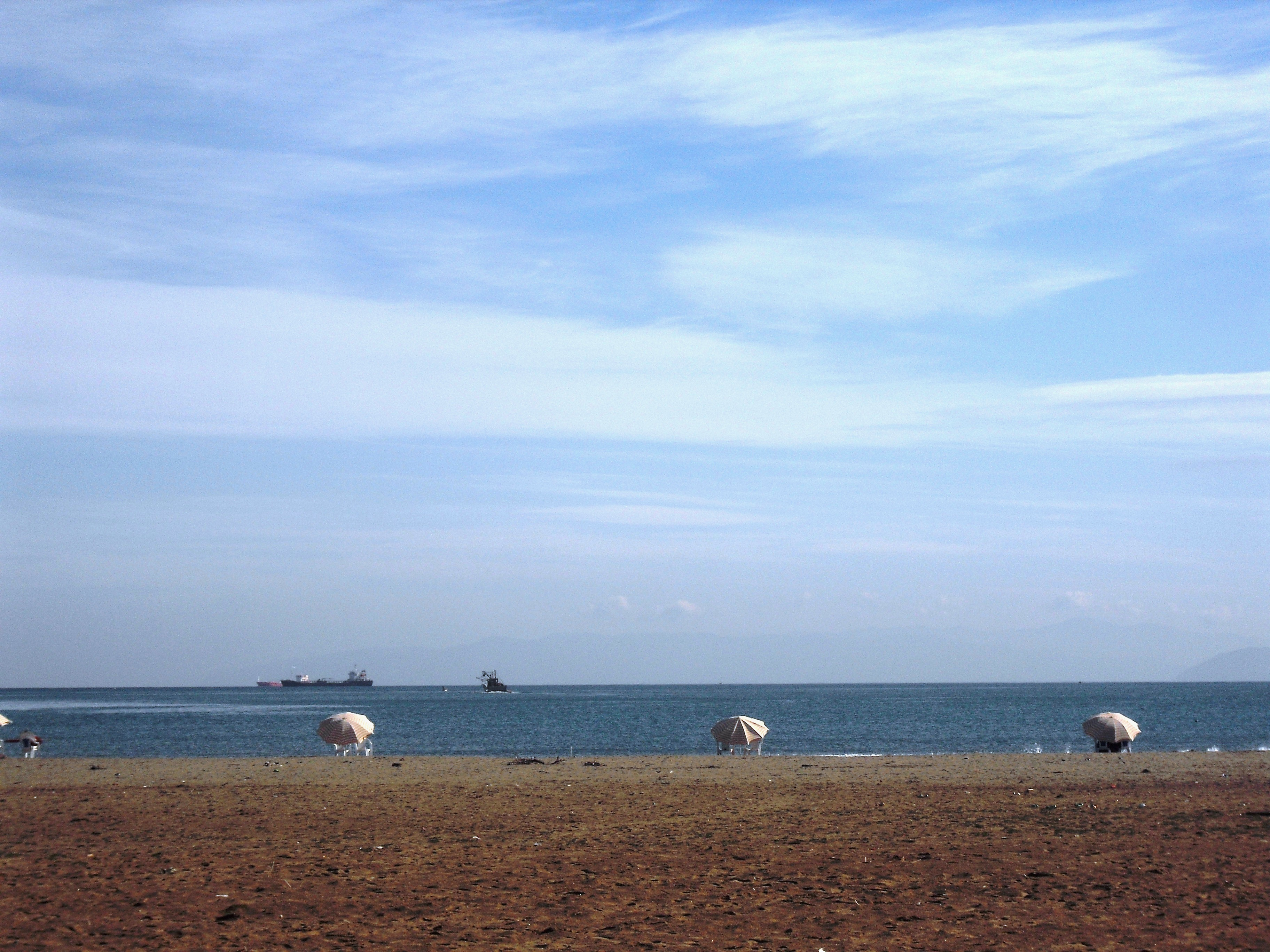
شاطئ كتامة ببلدية جيجل (مارس 2011).
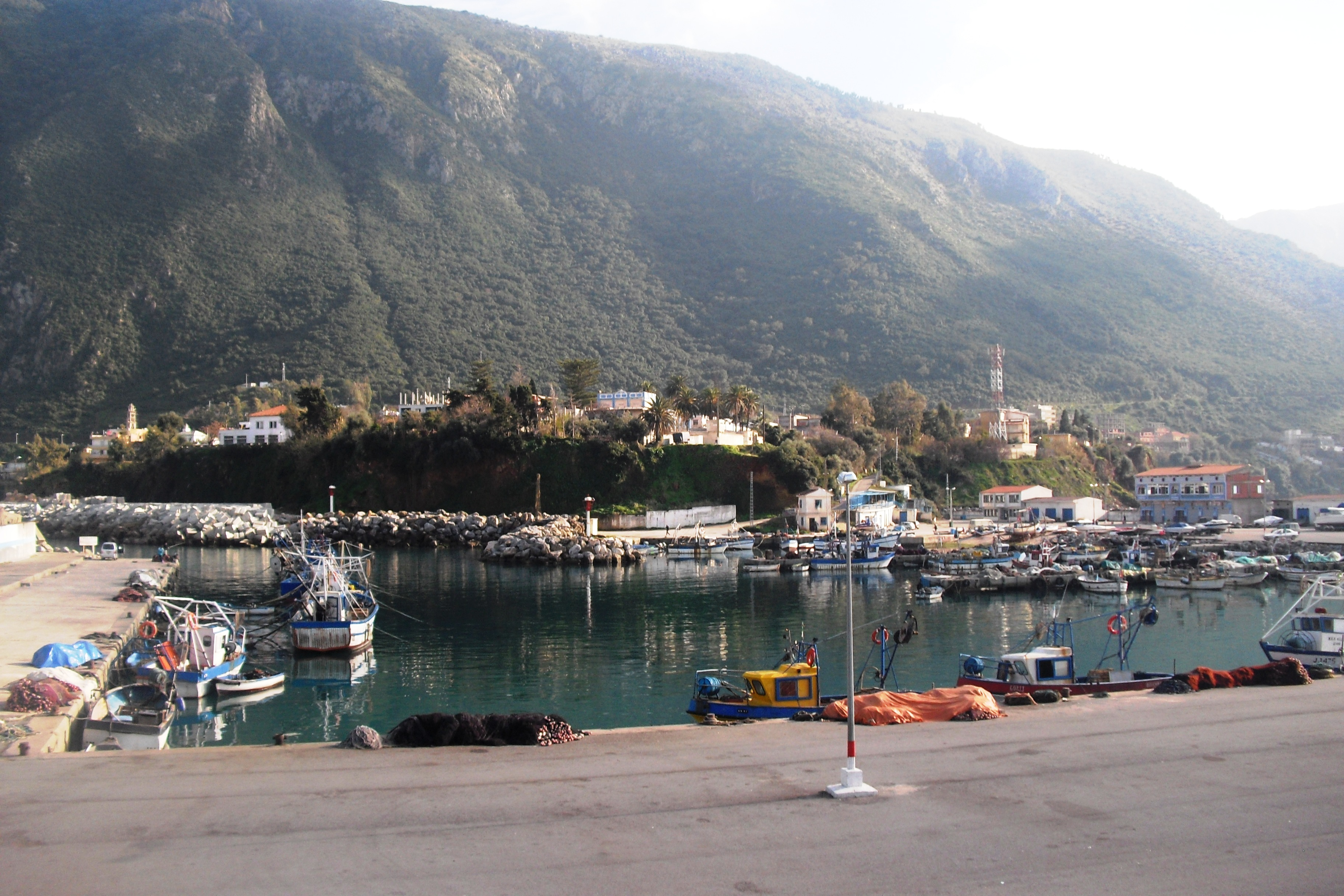
منظر شامل: بلدية زيامة منصورية (2011).

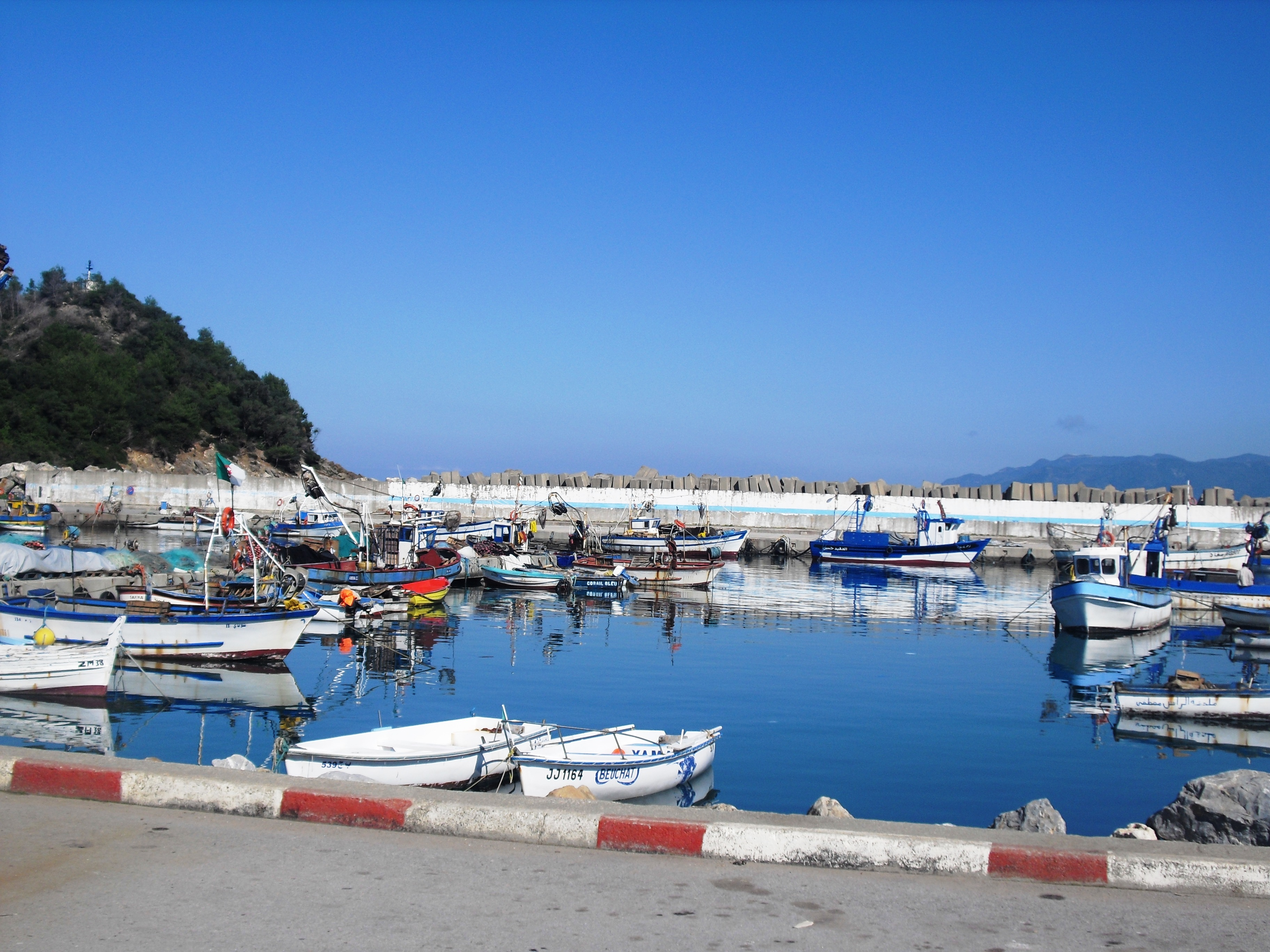
ميناء الصيد لبلدية زيامة منصورية (2011).
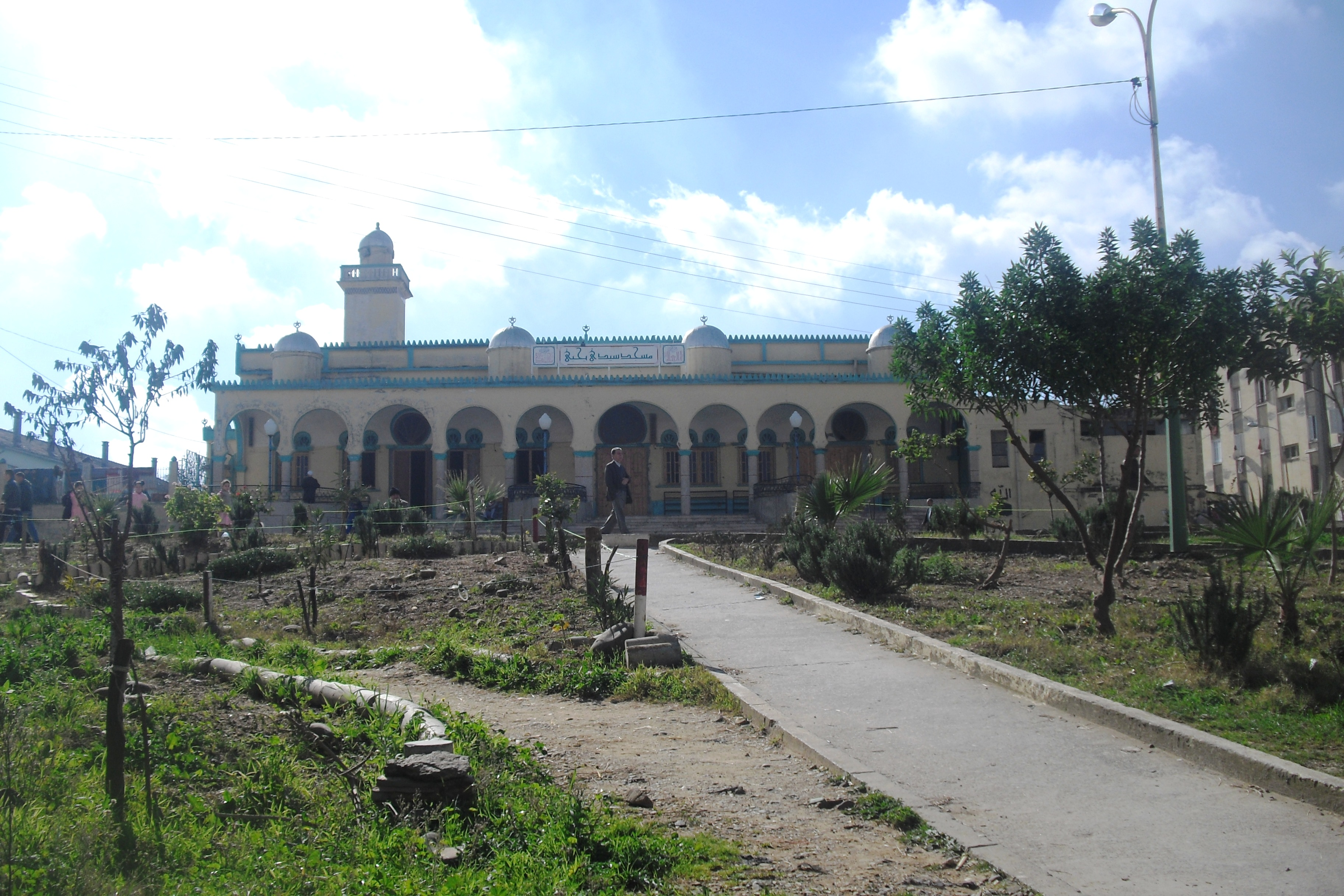
مسجد سيدي يحيى ببلدية الطاهير (2011).
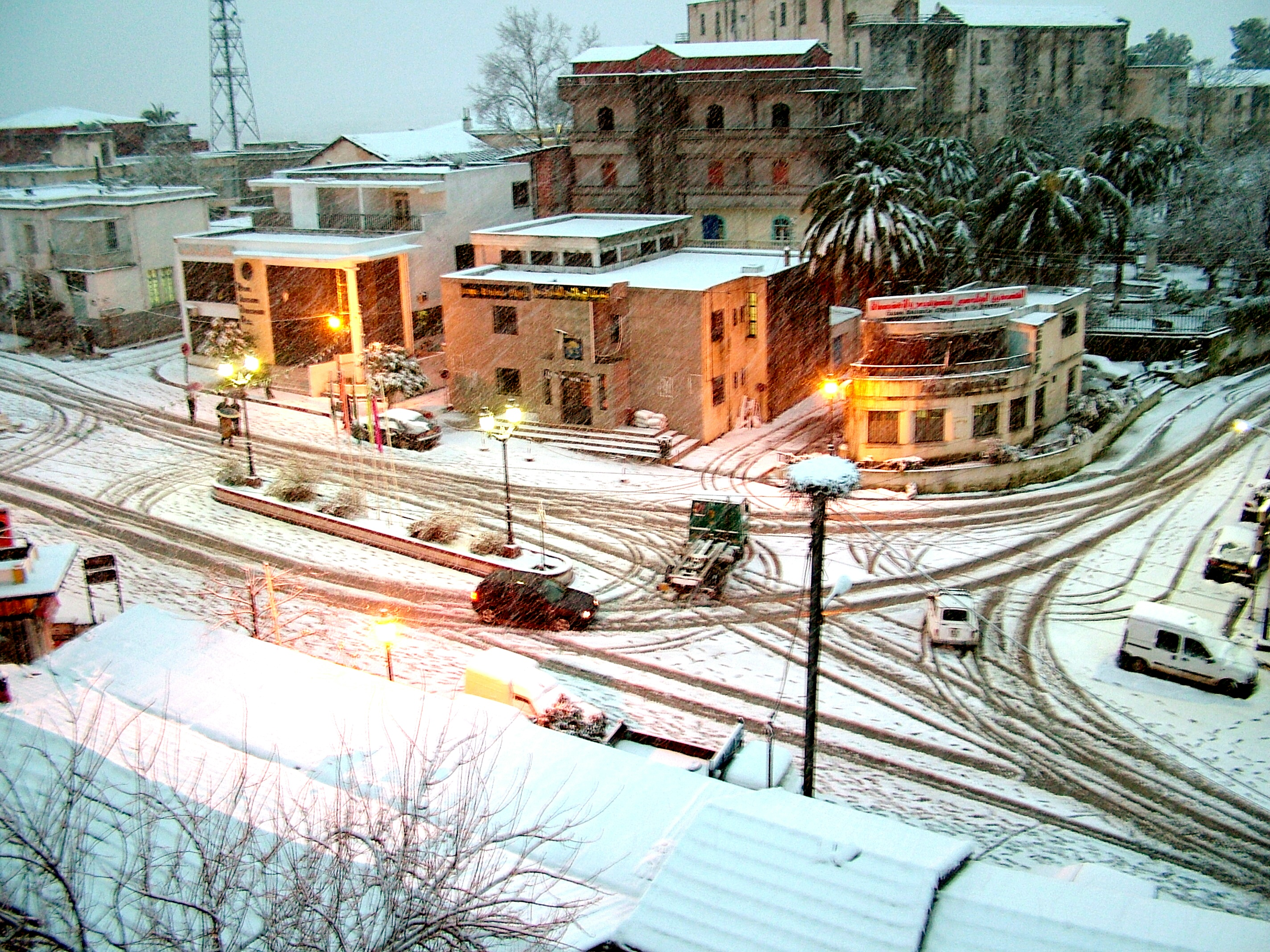
وسط الميلية خلال تساقط الثلوج.

### [4]خلال الوجود العثماني
ظلت جيجل عبر العصور مطمعا للمحتلين إلى غاية تحالف سكانها مع البحارين الأخوين التركيين بابا عروج وخير الدين فطردوا الجنويين من المدينة الحالية للبلدية جيجل وبعض المدن المجاورة ثم الإسبان بجاية. حيث تكاثفت الجهود في بناء أسطول بحري قوي مكنهم من تحرير الجزائر العاصمة، واشتدت قوة هذا الأسطول في كل البحر المتوسط. وساهم سكان ولاية جيجل في صنع بعض المجد البحري الجزائري حيث كانوا من صناع السفن بإكتسبهم من الأتراك حرفا بقيت تميزهم إلى يومنا هذا خاصة فن الطبخ والحلويات والخبز.

### خلال الاستعمار الفرنسي

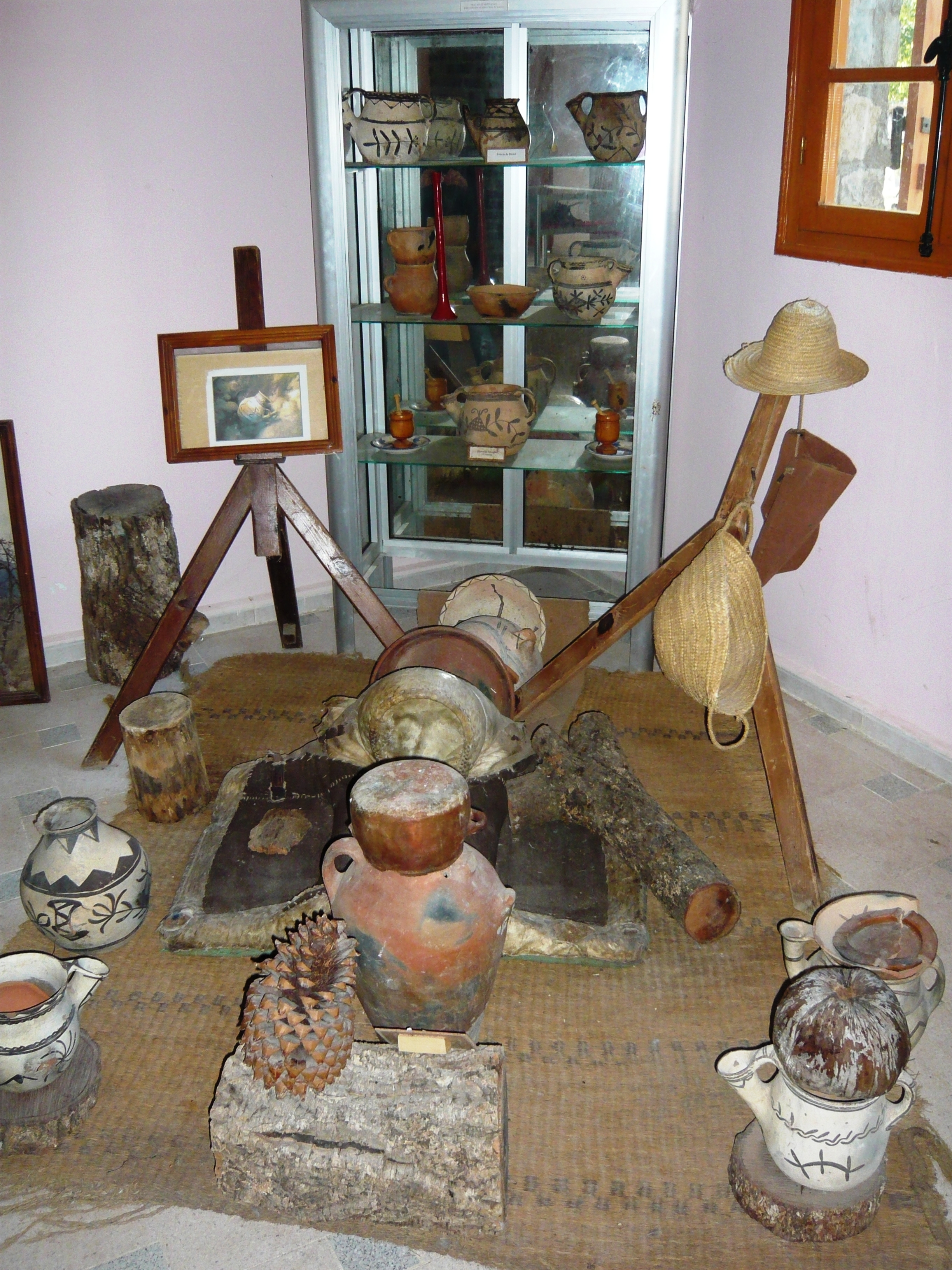
الأواني التقليدية بولاية جيجل: لاتزال تستعمل لدى جميع سكان المنطقة.

بعد انهيار الإسطول البحري الجزائري في معركة نفارين 1827 في اليونان تمكنت فرنسا سنة 1830 من احتلال الجزائر، وعانت جيجل هي الأخرى كباقي مناطق الجزائر إلى أشد أنواع الاستدمار من طرف المستعمر. قاموا بعدة ثورات فشلت وفي كل مرة تتعرض القبائل المحاربة إلى الإبادة والطرد إلى غياهيب الجبال المجاورة، وهو ما يفسر أن غالبية ساكنة الولاية عقب الاستقلال كانوا يقطنون المناطق الجبلية الوعرة التي استعصى على الاستعمار الوصول إليها، كما أن ولاية جيجل تاريخية احتضنت الثورة ووهبت أبنائها قرابين للاستقلال على غرار: الشهداء كعولة تونس، زغبيب محمد، بن ميسية البشير، دخلي المختار وغيرهم.

من أهم المعارك معركة واد الرحى أين كبّد الثوار خسائر جسيمة للمحتل الفرنسي.

## التقسيم الإداري
قُسمت ولاية جيجل إداريا إلى 11 دائرة و28 بلدية بموجب القانون 84-09 المؤرخ في 04 فيفري عام 1984 :

### الدوائر

جيجل

| - دائرة السطارة - دائرة الشقفة - دائرة الطاهير - دائرة العنصر | - دائرة العوانة - دائرة الميلية - دائرة تاكسنة - دائرة جيجل | - دائرة جيملة - دائرة زيامة منصورية - دائرة سيدي معروف |

### البلديات

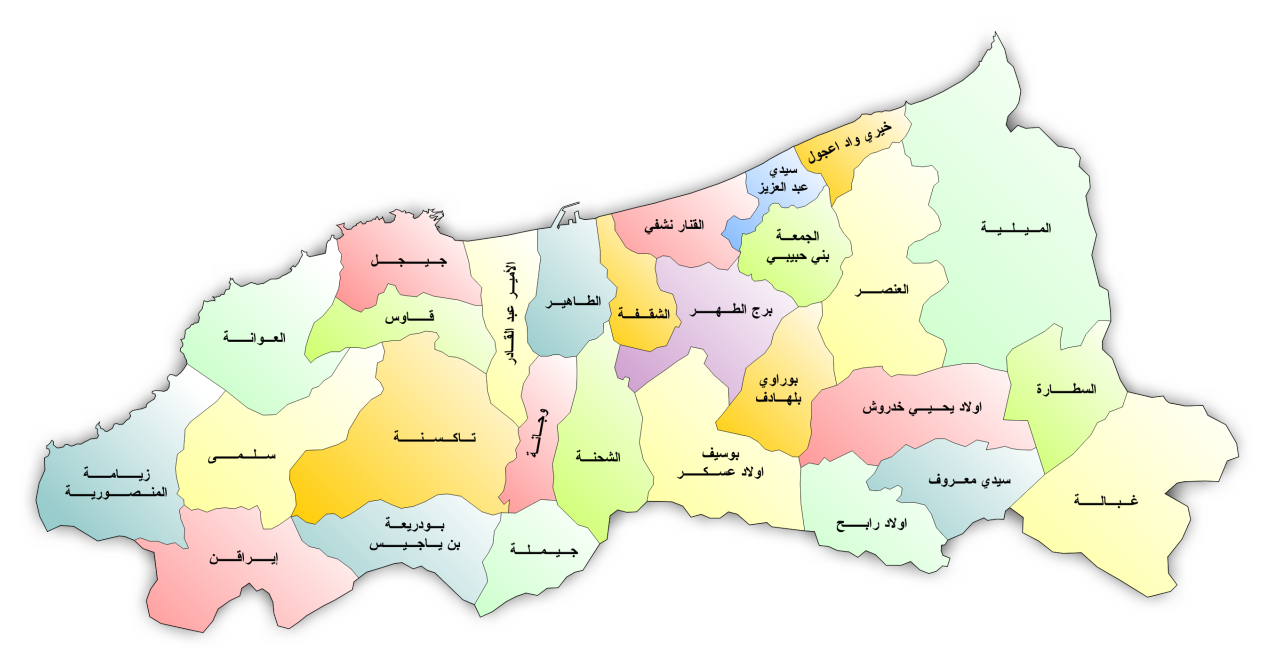
خريطة بلديات ولاية جيجل

| - الأمير عبد القادر - أولاد رابح - اولاد يحيى خدروش - ايراقن سويسي - برج الطهر - بودريعة بن ياجيس بلغيموز - بوراوي بلهادف - أولاد عسكر - تاكسنة - الجمعة بني حبيبي - جيجل - جيملة | - خيري وادي العجول - زيامة منصورية - السطارة - سلمى بن زيادة - سيدي عبد العزيز - سيدي معروف | - الشحنة - الشقفة - الطاهير - العنصر - العوانة - غبالة | - قاوس - القنار نشفي - الميلية - وجانة |

## السكان
بلغ عدد سكان ولاية جيجل سنة 2008 : 602407 نسمة بكثافة 251 في الكيلومتر المربع (مساحة الولاية: 2398 كيلومتر مربع).
| ذكور   | فئة عمرية     | إناث   |
| ------ | ------------- | ------ |
| 1٬224  | 85 سنة وأكثر  | 1٬366  |
| 1٬954  | 80 إلى 84 سنة | 1٬990  |
| 3٬805  | 75 إلى 79 سنة | 3٬961  |
| 4٬523  | 70 إلى 74 سنة | 5٬211  |
| 5٬692  | 65 إلى 69 سنة | 5٬987  |
| 7٬196  | 60 إلى 64 سنة | 7٬184  |
| 10٬622 | 55 إلى 59 سنة | 10٬307 |
| 11٬183 | 50 إلى 54سنة  | 11٬293 |
| 13٬052 | 45 إلى 49 سنة | 13٬017 |
| 17٬785 | 40 إلى 44 سنة | 17٬864 |
| 19٬882 | 35 إلى 39 سنة | 20٬612 |
| 24٬785 | 30 إلى 34 سنة | 24٬833 |
| 32٬909 | 25 إلى 29 سنة | 31٬771 |
| 39٬037 | 20 إلى 24 سنة | 38٬447 |
| 39٬727 | 15 إلى 19 سنة | 38٬604 |
| 32٬329 | 10 إلى 14 سنة | 31٬499 |
| 26٬651 | 5 إلى 9 سنوات | 25٬117 |
| 28٬384 | 0 إلى 4 سنوات | 26٬927 |
| 79     | غير معروف     | 141    |

### اللهجة المحلية

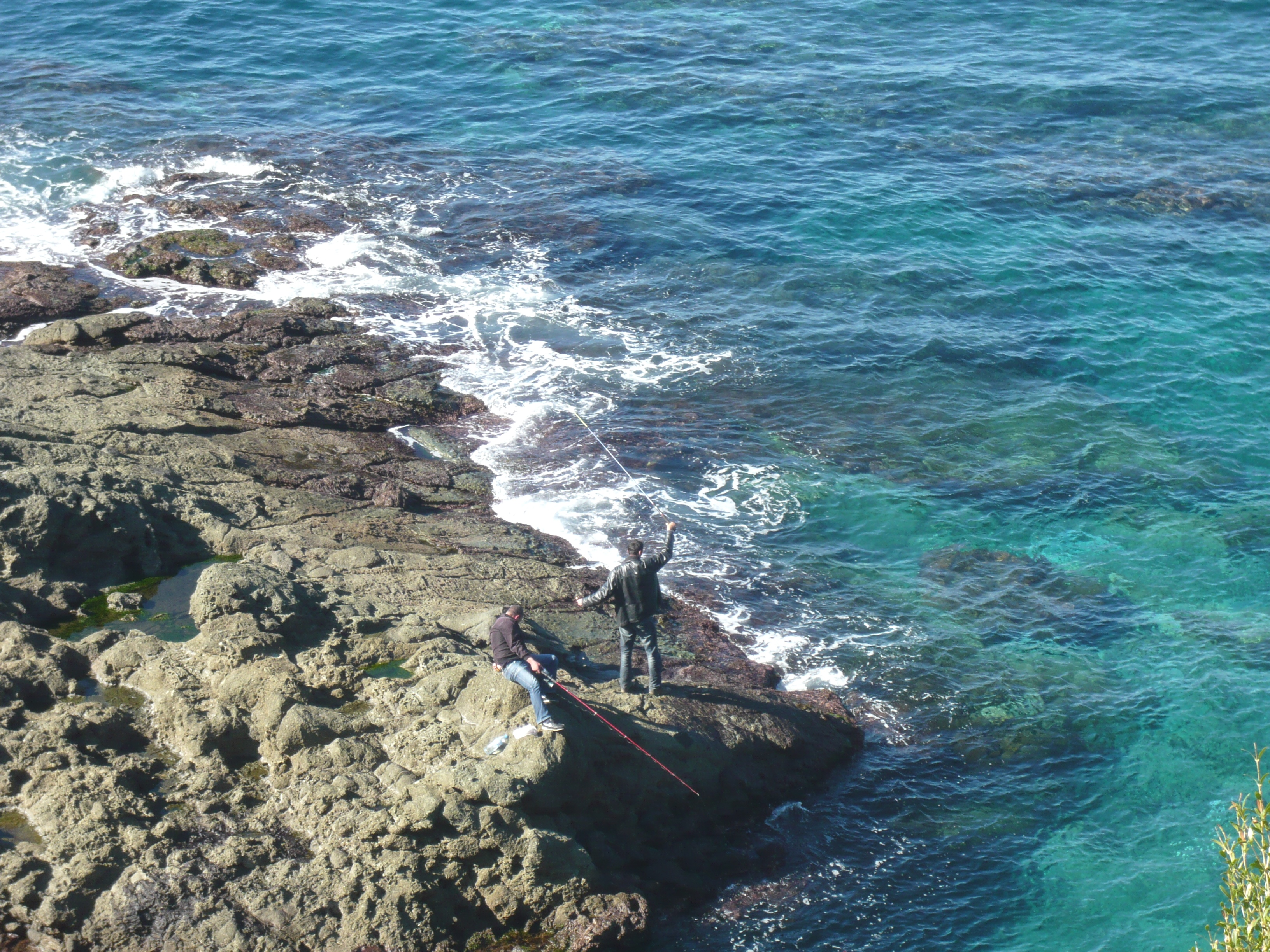
صيادان يمارسان هوايتهما بشواطئ العوانة.

المميزات العامة للهجة المحلية: حرف القاف يتحول إلى ما يشبه الكاف وتسمى الكفكفة وهي مشهورة عند سكان الأندلس والمغرب الأقصى. في المناطق خارج بلدية جيجل وإلى k لدى اصحاب باقي المناطق الأخرى، والملاحظ ان سكان منطقتي جيملة وبني ياجيس ينطقون حرف القاف سليماوان كانوا يستعملون اللواحق ذي وكانروح (دي خووتي...كما ي.ق.كولون)اما دي فالمقصود بها ل مثلا دي جدي أي حاجة لجدي حا تضاف للتعريف ك: حالكاس.
اللهجة المحلية لسكان جيجل مزيج بين الفصحى والأمازيغية والفرنسية والإيطالية مما جعلها صعبة الفهم على ساكنة الولايات المجاورة الا انها تشكل لهجة فريدة من نوعها متميزة عن باقي لهجات الوطن الكبير وان لها نغمة خاصة وتنقسم اللهجة الجيجلية إلى الفروع التالية:
- لهجة سكان مدينة جيجل: وهي اللهجة المهيمنة والتي تعطي تميزا للولاية ككل[بحاجة لمصدر].
- لهجة المنطقة الشرقية للولاية: تختلف لهجة الجهة الشرقية عن لهجة سكان عاصمة الولاية اختلافا طفيفا كما تختلف عن بعضها من منطقة إلى أخرى فمثلا سكان تالفدور وأولاد علي ينطقون حرف اللام نونا وبعض المناطق كأولاد رابح وسيدي معروف وجزء من أولاد يحي ينطقون الظاء طاءًوالكاف كما ينطقه الخليجيون.وهناك من تشبه لهجته اللهجة القسنطينية بحكم الاحتكاك التاريخي مثل قبائل بني تليلان وأولاد عيدون الذين جرت تسميتهم بالشمال القسنطيني.
- لهجة المنطقة الجنوبية للولاية: وهي اللهجة المشتركة بين ساكنة كل من: تاكسنة جيملة بني ياجيس سلمى اراقن وتقريبا الزيامة

وان الاختلاف بين هذه الهجات طفيف وتتحد كلها في المميزات العامة المعروفة عن اللهجة الاصلية
والملاحظ ان هذه اللهجة تشبه كثيرا لهجة أهل تلمسان سيما منطقة الغزوات والله اعلم وتتميز بنطق القاف كاف
- لهجة سكان زيامة منصرية:
- لهجة سكان الطاهير:

## الزوايا
- «زاوية العوانة» بالعوانة.

## التعليم الجامعي
تضم هذه الولاية العديد من الجامعات ومؤسسات التعليم الجامعي، منها:
- جامعة جيجل [9]
- جامعة محمد الصديق بن يحيى

## الاقتصاد

### الصناعة
تتميز زيامة المنصورية بصناعة الزرابي التقليدية، وتزخر ولاية جيجل على غرار باقي مناطق الوطن برصيد تراثي غني في ميدان الصناعة التقليدية التي كانت ولا تزال من بين معالم شخصية المواطن في المنطقة. وتوجد عدة حرف ومهن تقليدية ساهمت في تطوير الفلاحة والتجارة وتسيير الأمور المعيشية في المدينة، حيث كانت تعتبر مصدر رزق أغلب سكان الولاية الذين كان يطغى عليهم الطابع الريفي نظرا للمواد الطبيعية الموجودة بالغابات من خشب وطين وحجر وغيرها من المواد التي تزخر بها الأرض.
ومن بين الحرف التي تشتهر بها منطقة جيجل صناعة الفخار التي كان يمارسها معظم سكان المنطقة والتي كانت تستعمل في الحياة اليومية: كجلب المياه من الآبار والينابيع، وتخزين المواد الغذائية كالقمح والزيت وغيرها من المواد، كما كانت تستعمل كأواني مطبخية لتقديم الطعام، ولازالت تمارس بكثرة بالمناطق الشرقية للولاية بالإضافة إلى جبال تاكسنة والعوانة.
أما صناعة الحلي التقليدية، فقد اشتهرت بها المنطقة منذ القدم خاصة في منطقة الميلية والعنصر حيث أنها لا تزال تمول المناطق الشرقية للوطن بمختلف المنتجات الفضية من الحلي التي تستعمل في الزينة.

### الزراعة
كانت الزراعة بولاية جيجل مشهورة بمنتجاتها في الماضي، لكن الأراضي الفلاحية الآن تم استغلالها واصبحت أراضي بنائية.

### السياحة

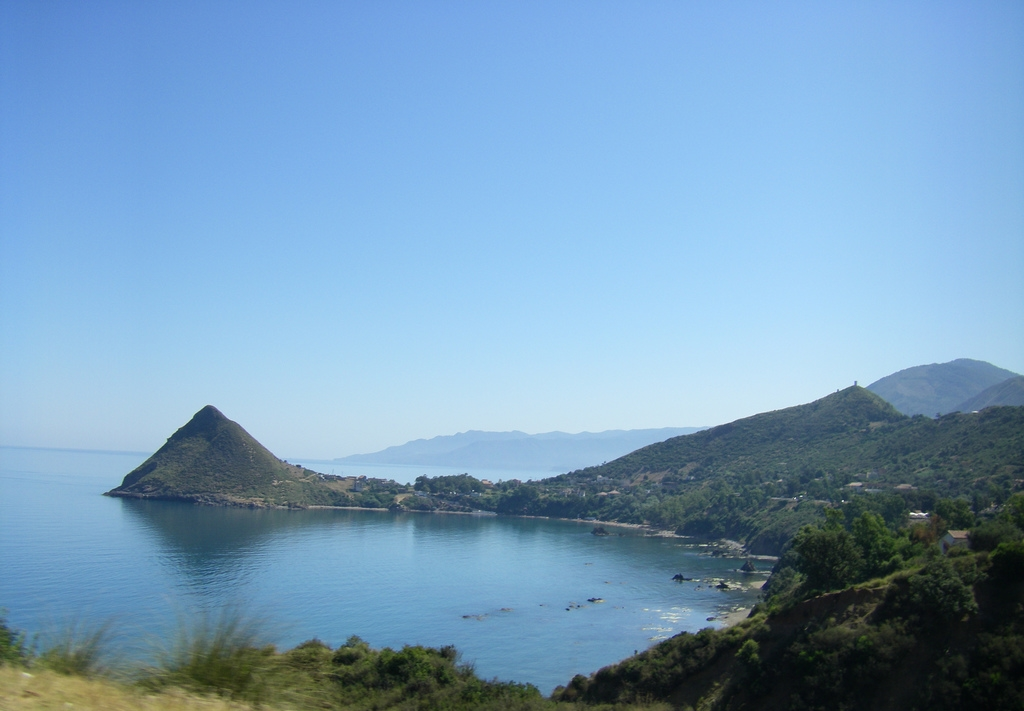
الكورنيش الجيجلي.
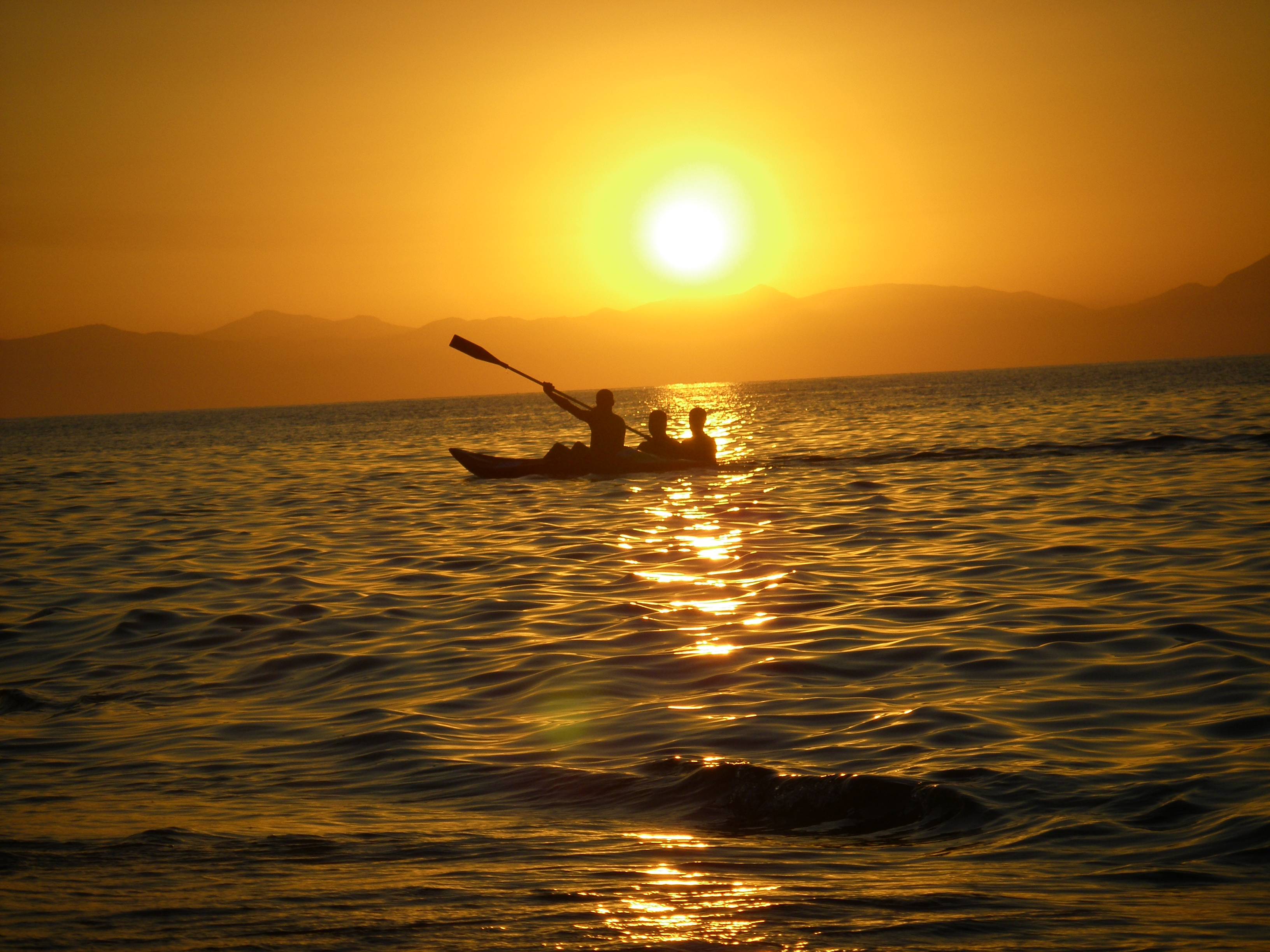
غروب الشمس على الكورنيش.
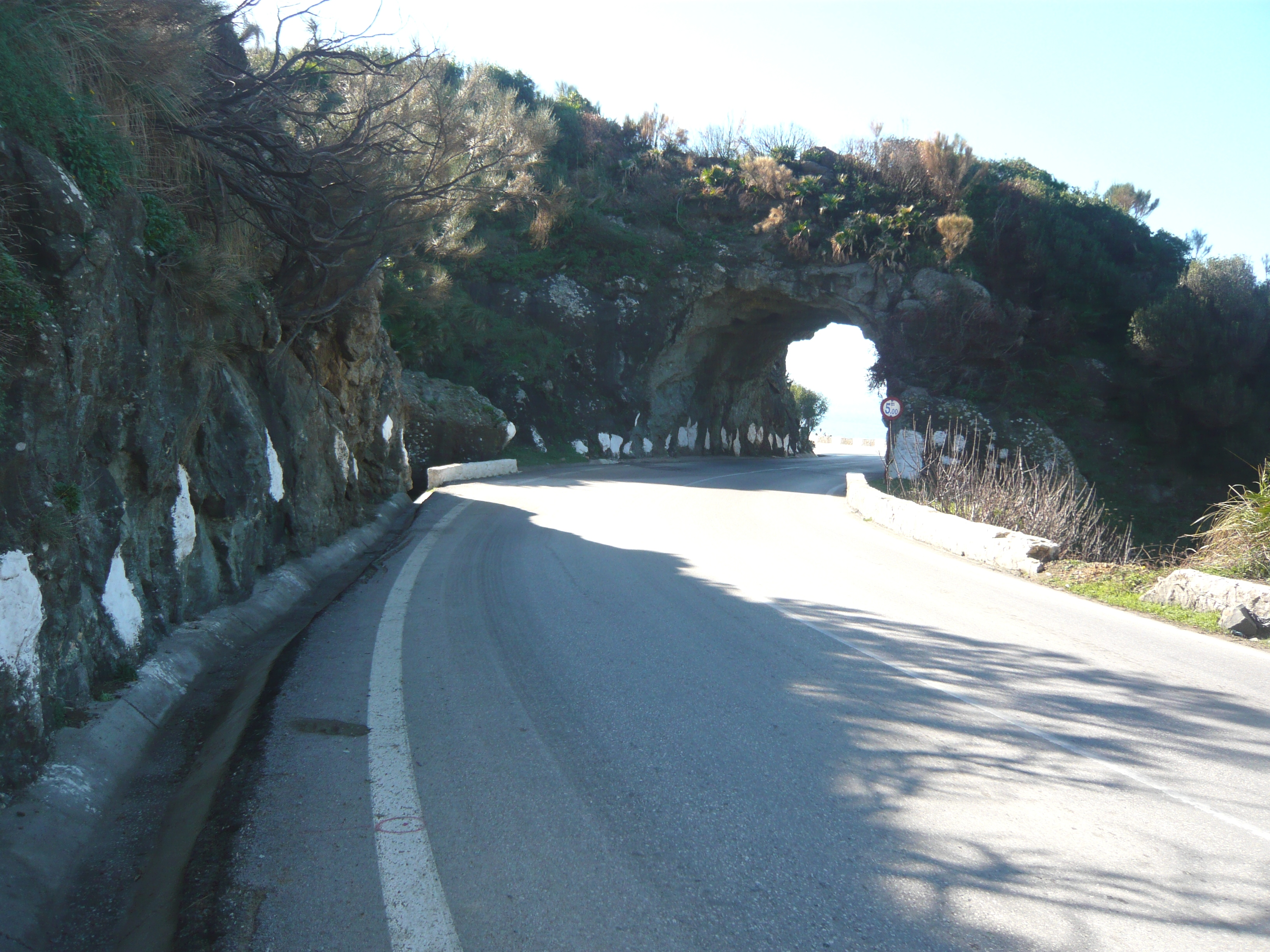
الطريق الوطني الرابط بين العوانة وزيامة منصورية.
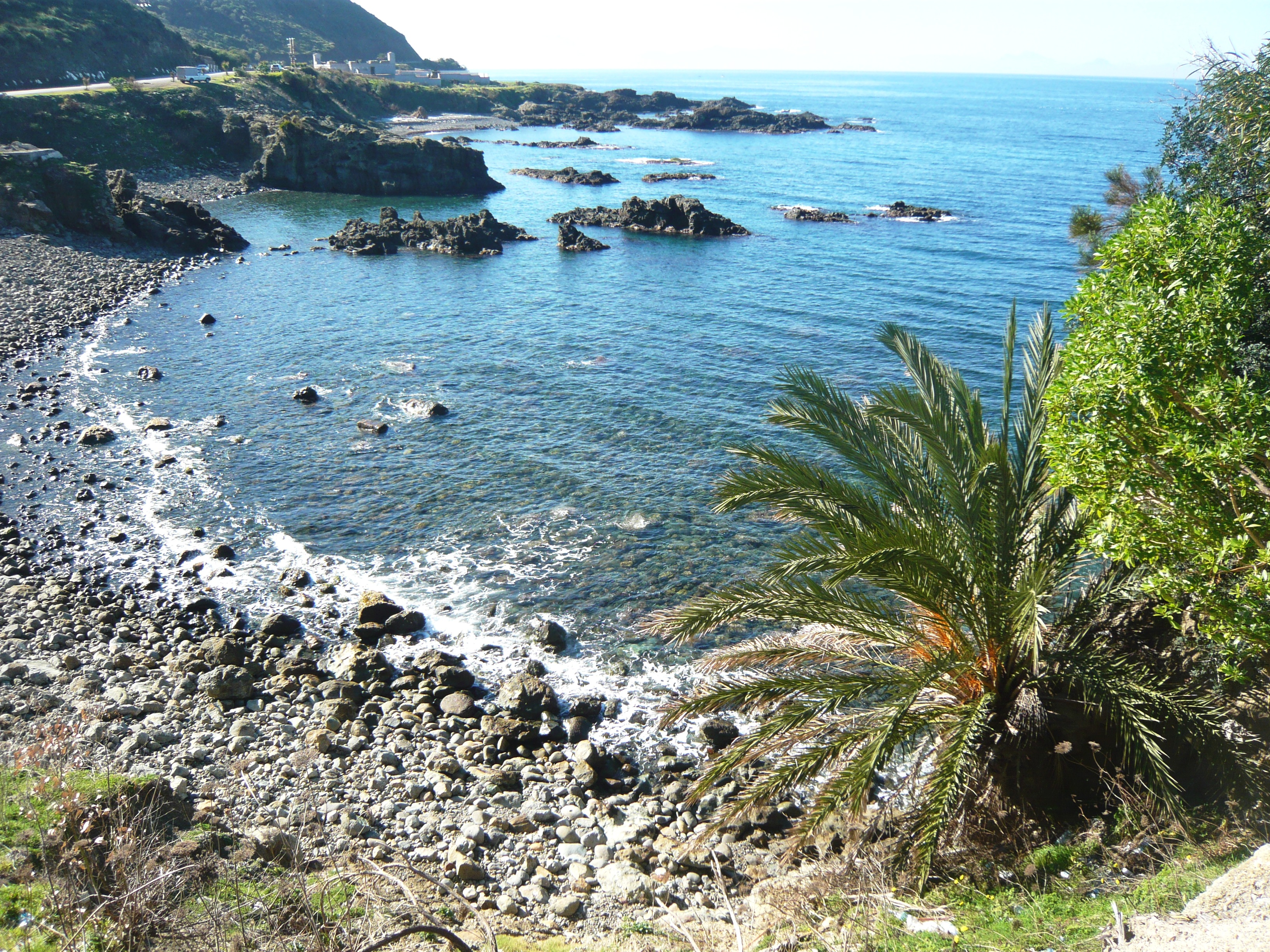
الكورنيش بمنطقة أفتيس بالعوانة.

## الهياكل القاعدية
تشهد ولاية جيجل نهضة تنموية شاملة بعد خروجها من العشرية السوداء تبرز أساسا في المرافق التالية:

- ميناء جن جن ويعتبر أكبر ميناء في الجزائر والمنطقة المغاربية والذي يعتبر ميناء أفريقيا جنوب الصحراء بعد ربطه بالطريق العابر للصحراء.

- موانيء الصيد البحري المختلفة في كل من جيجل وزيامة والعوانة. 

- ميناء النزهة بالعوانة 

- الطريق الوطني المزدوج رقم 43 بين العوانة والميلية على مسافة أكثر من 80 كم

- مشروع الطريق المزدوج العملاق الرابط بين ميناء جنجن والطريق السيار شرق غرب على مسافة 100 كم وهو ذو جدوى اقتصادية عالية بالإضافة إلى الفائدة الاجتماعية التي من المامل ان تجنى منه سيما وانه يعبر بلدية جيملة ويخترقها إلى غاية بلدية بني عزيز بسطيف إلى العلمة وان هذا الطريق يعتبر بمثابة شريان للولاية برمتها.

- مشروع الطريق الوطني رقم 77 والمامل إعادة تاهيله واختيار مسار جديد له يضمن المرور بدائرة جيملة مما يساهم في فك العزلة عنها.

- إعادة تأهيل مطار فرحات عباس ليصبح مطارا أساسيا بالمنطقة.

- المنطقة الحرة بلارة بالميلية التي تعد مهدا لمشاريع ضخمة.

- القطار السريع autoray
- سد كسير العملاق غرب مدينة جيجل والذي دخل في الاستغلال <jد hحh
- سد العقرم بلدة قاوس 

- سد اراقن 

- حديقة التسلية بمنطقة برج بليدة والتي تعتبر أجمل واعظم حديقة في الشرق الجزائري 

هذا وتشهد ولاية جيجل نهضة في كافة الميادين إذ اولت السلطات العليا اهمية كبرى لتاهيل ولاية جيجل ونقلها إلى مراتب متقدمة من التنمية وتحرص السلطات المحلية بقيادة السيد والي الولاية على التقدم في كافة المشاريع ويحرص الوالي شخصيا على متابعة انجاز المشاريع والتاكد من تسليمها في الاجال القانونية وبالجودة المطلبوة ويمكن القول ان ولاية جيجل لم تشهد منذ نشاتها نهضة عمرانية وتنموية كالتي تشهدها الآن.

### السدود
- سد تالبلوط بين جيملة وبن ياجيس والذي يعتبر أكبر وأهم السدود في الولاية
- سد كيسير (وجاء نسبة إلى المنطقة الواقع بها وهي كيسير)
- سد إيراقن بدائرة زيامة منصورية.
- سد بو سيابة بالميلية.
- سد العقرم بقـــاوس.

### الموانئ
يضم ساحل ولاية جيجل عدة موانئ بالإضافة إلى العديد من مرافئ الصيد البحري.
- ميناء جن جن
- ميناء جيجل
- ميناء زيامة منصورية

## نواب ولاية جيجل في المجلس الشعبي الوطني
يبلغ عدد النواب في المجلس الشعبي الوطني عن ولاية جيجل 8 نائبا خلال الدورة التشريعية 2017م-2022م التي انطلقت بعد 4 ماي 2017م.
التوزع الجنسي لنواب البرلمان عن ولاية جيجل (2017م-2022م)
يتوزع نواب البرلمان عن ولاية جيجل في الدورة التشريعية 2017م-2022م وفق الجنس حسب النسب التالية:
1. النواب النساء: 3 (37.50 %).
2. النواب الرجال: 5 (62.50 %).

### التوزيع الحزبي
الانتماء الحزبي لنواب البرلمان عن ولاية جيجل (2017م-2022م)
يتوزع نواب البرلمان عن ولاية جيجل في الدورة التشريعية 2017م-2022م حسب عدة قوائم حزبية:
1. حركة مجتمع السلم: 1 نائب (12.50 %).
2. التجمع الوطني الديمقراطي: 3 نواب (37.50 %).
3. جبهة التحرير الوطني: 2 نواب (25.00 %)
4. اتحاد القوى الديمقراطية والاجتماعية: 1 نائب (12.50 %).
5. الأحرار: 1 نائب (12.50 %).

## وصلات أخرى

### وصلات داخلية
- دائرة جيجل
- بلدية جيجل ومدينتها
- بابا عروج
- إذاعة جيجل

### وصلات خارجية
- جيجل أنفو: موقع أخبار جيجل.
- لا قازات دو جيجل: جريدة جيجل.
- موقع إذاعة جيجل الجهوية: البث الحي (هنا).